# ハフマン島
ハフマン島（ハフマンとう、Huffman Island）は、スクウェア・エニックスのコンピュータゲーム『フロントミッション』シリーズに登場する架空の島。 

## 概要
20世紀終盤の太平洋での隆起現象により、わずか70年余りで姿を現した新島。地下資源の豊富さから、オシアナ共同連合(OCU)とニューコンチネント合衆国(USN)の両国からの大量入植が開始された。ほぼ、北海道と同じ面積である。
本島の南に位置するロングリバース島を軸として全体的に弧を描くような形状であり、海鳥の繁殖地、保護区とされており島内には多様な自然が存在している。中央部の砂漠、西南部の湿原地帯、北部の山間部などが有名。
二大勢力が唯一国境を接する地域であるため、入植開始後は多くの資本が投下され発展を遂げた。人口の割に大都市が多いのも特徴で、OCU側では人口90万人の大都市である「フリーダム」、USN側では島内最大の都市で、人口120万の「ルーピディス」などを有する。OCU側都市人口が170万、USN側都市人口が243万人という数字に基づくならば、優に人口の半数が両都市に集まっている（ただし参考までに、北海道の人口538万人に対して札幌市の人口195万人（2015年）、島国であるアイスランドの人口36万人に対してレイキャヴィク首都圏の人口21万人（2018年）などのように、一極集中の例は珍しくない）。

## 歴史
- 1995年 太平洋上、南緯12度西経91度付近で新島隆起が始まる。国連、観測を開始。
- 2002年 太平洋で隆起を続ける新島に国連が「ハフマン島」と名づける。同年、国連管理下におかれる。
- 2020年 U.S.N.誕生、同年より領有権を主張する。
- 2065年 ハフマン島隆起沈静化。豊富な地下資源が確認され、O.C.U.,U.S.N.両勢力の入植が始まる。
- 2070年 第1次ハフマン紛争勃発（O.C.U.とU.S.N.の領土所有権の争い）。
- 2071年 ハフマン条約締結。
- 2072年 恒平和調停機構(PMO)の仲介により、紛争終結。ハフマン島分割の構図が固定化される。
- 2086年 ハフマン島国境でO.C.U.とU.S.N.の小規模な戦闘がたびたび発生する（ハフマン危機）。
- 2090年 ハフマン島.ラーカス地区にてO.C.U.部隊がU.S.N.の工場を爆破（ラーカス事件）。第2次ハフマン紛争勃発。
- 2091年 恒平和調停機構(PMO)の介入により、両軍が停戦に合意。紛争終結。
- 2092年 サカタインダストリィ事件暴露。

## 第1次ハフマン紛争
First Huffman dispute
島の地下資源を巡り緊張関係が続いていたが、2070年USN側からの武力行使に対し、OCU側は宣戦を布告。USN側は操作ミスによる誤射と発表するものの状況は変わらず紛争へと発展した。戦況はOCU有利に進み、PMOを仲介としたハフマン条約締結を挟み、2072年紛争が終結。OCU側がかねてより主張してきたメール河付近で国境が確定する。 
この紛争により、ヴァンツァーの戦術的価値が高まり各国での導入が進んでいった。

## ハフマン条約
第1次ハフマン紛争中にOCUとUSN間で締結された条約。
OCU、USN二大大国による紛争を全面戦争とすることを避け局地紛争にとどめることと、核・生物化学兵器などの非人道的兵器の使用を禁止することを目的として2071年モスクワで締結された。また、南部にあるロングリバース島は希少な海鳥が生息しているため恒平和調停機構(PMO)によって国際保護区域に指定され、居住と戦闘行為が全面禁止された。
条約締結の背景には、この時期世界的に広がっていた核軍縮の風潮を受けてのものや、また紛争で不利な状況となり追い詰められたUSNが最終手段に訴えることを懸念したものがあった。

### 条約の一部
島内に存在する自然環境は、環境破壊が進む近年にとって貴重な財産である。よって、紛争では重大な環境汚染のある兵器の使用を、全面禁止することをここに宣言する。

## 第2次ハフマン紛争
Second Huffman dispute

### ラーカス事件
2090年6月3日、OCU軍がUSN領ハフマン島ラーカス地区の軍需工場を破壊したとされる事件。
USN領ラーカス地区に存在したサカタインダストリィの軍需工場に対し、極秘偵察を行っていたOCU陸防軍機動部第17特殊偵察小隊所属のヴァンツァー4機がUSNニルバーナ機関所属第212独立部隊のヴァンツァー5機と戦闘の結果、工場が爆発炎上する惨事となった。
USNはこの事件を「OCU軍のヴァンツァー4機の襲撃により、工場が破壊され62名が死亡」と発表。一方OCUは襲撃の事実を否認、全てはUSNの狂言であると反論した。その後、和解の動きは進展せず、翌日6月4日、第2次ハフマン紛争が勃発。
この事件以前にも地区内の別の工場にて、内部偵察を目的とした傭兵部隊と工場を警護していたUSN所属機と思われる部隊の小規模な戦闘が発生している。傭兵部隊は工場内部の偵察に成功しているが、入手した内部の映像データが公表されることはなかった。

### フリーダム侵攻作戦
2090年6月4日、開戦直後にUSN軍はOCU領フリーダムへの侵攻を開始。
フォートモーナス、ソレイトの陸軍勢力をメール河国境付近に展開。両軍の膠着状態と同時進行でフリーダム付近のレーダー施設およびロクスタ砂漠の対空戦力を殲滅後、ルーピディスからの空挺部隊による降下強襲を開始。この強襲によりOCU防衛ラインは一気に崩れ、OCU軍は都市部での籠城戦を開始。USN軍は第64機動戦隊を中心に市庁舎への強行突破を敢行。いち早く市庁舎および市長を確保したことにより、USN軍は当初の投入戦力よりも少ない兵力でフリーダム市を制圧した（同年6月10日）。
この電撃作戦により戦局はUSN側へと大きく傾いたかに見えたが、その後USN側の攻勢はなく、ロクスタ砂漠を挟んでの両軍のにらみ合いは1ヶ月に渡って続いた。

### ラークバレー壊滅
2090年6月21日、フリーダム近郊のベッドタウンであったラークバレーがUSN側の巡航ミサイルにより壊滅。住民のほぼ全てが犠牲となった。この攻撃に対しOCU側は予告無しの攻撃としてUSN側を激しく非難。USN側はOCU軍の補給基地を目標とした正当な攻撃とした。
この攻撃に関する背景はサカタインダストリィ事件（後述）を参照。

### フリーダム奪回
USN軍によるフリーダム占拠後、両軍はお互い大きな動きを見せず、膠着状態は1年余り続いた。
しかし、OCU軍はその一方でフリーダム奪回に向けての作戦を水面下で実行しつつあった。メナサ、グレイロックの陸軍勢力をフリーダム防衛線に結集。前線の膠着状態を維持しつつ、工作部隊によって対空戦力を破壊し、同時にバリンデンからの爆撃機による空爆でUSN軍の防衛戦力を殲滅。防衛ラインを一気に押し上げる作戦であった。この作戦は前年のUSN軍によるフリーダム侵攻作戦を陸軍メインに置き換えた作戦であったが、これらを実行するための工作活動を新しく編成した傭兵部隊「キャニオンクロウ」に一任することで、USN側の陽動に成功。作戦準備は直前までUSN軍に察知されずに行われた。
USN軍は第64機動戦隊を最終防衛ラインとして前線に展開。市内ではブラックハウンドや陸軍第334大隊が防衛に当たった。しかし、「キャニオンクロウ」によって第64機動戦隊が全滅すると防衛ラインは崩壊し、OCU軍の市内への侵攻を許すことになった。市内の防衛部隊は爆発物を駆使したトラップ戦術で防衛を行うが、巻き返しには至らず、即日フリーダムより全軍撤退。2091年8月1日、フリーダム市は再度OCU軍が制圧した。

### 鷹の涙作戦
Eagle Tears
OCU側の反攻作戦を受けフリーダムを奪還されたUSN側は進軍を食い止めるためにメール河からペセタにかけて防衛ラインを設定。それに対しOCU軍は陽動をペセタに対し行い、手薄となったベルチカを奇襲。ベルチカを陥落させたOCU軍はフォートモーナス、首都ルーピディスへの直接攻撃、ひいては一挙に完全勝利を実現するため「鷹の涙作戦」を実行する。
USN軍はモーガン要塞からの砲撃を要として、フォートモーナスの堅守を決定。時間稼ぎの間に海軍をはじめとした本国からの増援を待つこととなったが、「キャニオンクロウ」による早々の要塞陥落を受け、一気に市街地での乱戦となる。フォートモーナスでの両国の戦闘が繰り広げられる中、2091年8月9日16時、PMOの介入により両国の間で停戦合意がなされ紛争は終結した。

## 戦後
O.C.U.、U.S.N.両軍は恒平和調停機構の下、平和調停軍として治安維持に当たることとなった。この際、戦中より活動していたテロ組織ハフマンの魂が注目された。同組織はE.C.からの援助が確認されている。

## サカタインダストリィ事件
第2次ハフマン紛争の混乱を利用して、事件発覚までの紛争当事国であったオシアナ共同連合(OCU)とニューコンチネント合衆国(USN)の一部政治家や軍関係者が、生体コンピューター「バイオニューラルデバイス」の研究開発を行ってきたとされる一連の事件の総称。事件の名称は紛争中、両陣営に兵器の販売を行い、同デバイス開発に関与したO.C.U.日本の兵器メーカー、サカタインダストリィに由来する。
なお、紛争の調停を行ったザーフトラ共和国(PMO)は、事件に関与したUSN陸軍の組織ニルバーナ機関に資金援助、及び人員の配置を行っていた。
紛争終結後、2092年8月12日付のデイリーフリーダム紙の記事ではじめて明るみに出、事件解明の足がかりをつくったOCUの傭兵部隊キャニオンクロウに同行した従軍記者フレデリック・ランカスターの著書「祖国達の島（原題 Sovereign Islands）」も世界的反響を呼んだ。

### 事件発覚以前、各方面の反応
2088年
USNにおいて、公共投資費の約3割が非公式な研究開発に用いられているという実態がUSN公安委員会の報告で発覚。この不正流用は新兵器開発を行う特殊機関に向けられたものであることまでは報告されたが、政府側は医療科学者達による民間投資であるとして兵器開発を否定。しかし、研究内容に関しては公表されなかった。
2089年
ハフマン島でOCU・USNの対立が進む中、軍事行動を肩代わりする両陣営の傭兵が相次いで行方不明となる事態が多発。一部マスコミは同島の違法兵器開発の実態を調査するため特派員を派遣しているが、多くが戦闘に巻き込まれ死亡。生還した特派員からも調査内容が公表されることはなかった。
2090年6月3日
ラーカス事件発生。第2次ハフマン紛争に突入。しかし、この事件そのものが一連のBD計画のための茶番劇であった。BD計画関係者には、この紛争をきっかけに開発した実験機の実戦テスト、マテリアルとなる兵士の選定など、実験を行う最適な環境を得る目的があった。
2090年6月21日
ラークバレー壊滅。この日、BD計画関係者によって両陣営間でマテリアルの受け渡しがラークバレーにて行われる手筈であった。しかし、受け渡しは哨戒任務中のUSN軍部隊によって発見され、失敗。USN軍はミサイル攻撃でラークバレーごと証拠隠滅を行った。
2091年
紛争終結後、ハフマン島のテロ組織「ハフマンの魂」の活動が活発化。同組織はサカタインダストリィ関連施設を相次いで襲撃。恒平和調停軍による掃討作戦により、ロングリバース島で集団自決と公式記録にはあるが、以後も同組織と思われる活動は散発的に続いている。
2092年(？)
違法兵器開発の疑いのある企業工場を特務部隊が強襲。BD兵器と思われるWAP数体と交戦。

### 事件発覚後の影響
事件発覚を受け関係各国は一律に事実関係を否認するも、高まる国際世論の非難を受け、2094年にOCU、USNは報道の一部を事実と認めた。この際にOCU、USNで事件に関わったとされる将官が処分されている。一方、ザーフトラ共和国は関与を否定し続けるも、大統領は辞任し、同時にザーフトラを最高常任理事国とする恒平和調停機構事務局長メルディフスキー（当時）も辞任した。
事件の余波は大きく、O.C.U.で後に盛り上がる独立の機運に影響を与えたことは確かである。ザーフトラの国際的威信は著しく低下し、以後PMOは調停としての場としても機能を失う。サカタインダストリィは事件発覚後、経営難に陥り2094年にイグチ社に買収され姿を消した。 
事件後、人間の脳をマテリアルとした兵器の開発は一切禁止された。一連の計画によって犠牲となった兵士達は俗に紛争中の戦死者を越えるとさえ語られている。

## 恒平和調停機構
Peace Mediation Organization
『フロントミッション』シリーズに登場する架空の組織。平和維持機構、国際平和維持機構、国際平和調停機構ともよばれる。
2020年のUSNの国連脱退による資金情勢の悪化、世界情勢の変化によって活動を凍結していた国連に変わり、ザーフトラ共和国のメルディフスキー大統領が国連を恒平和調停機構としての復活を提案、各国から資金調達を行うと共に、同国が最高常任理事国に就任し2021年に設立した。実働部隊として恒平和調停軍を有する。
OCU・USN間で発生した第1次・第2次ハフマン紛争に介入し停戦に貢献、第2次ハフマン紛争では「正義の調停」と評された。しかし2092年にサカタインダストリィ事件が発覚、国際的な批判が高まる中、事件への関与を否定しつつもメルディフスキー事務局長（当時）が辞任している。
その後の動向は不明であるが、2095年にカスピ海の資源採掘施設がテロリストに占拠された際には国連軍が結成されており、国連の活動再開が窺えること、2112年時の大漢中に対する調停の呼びかけに同組織の言及がないことなどから、組織自体が意味を成さなくなってしまった可能性が高い。